# Тимофіївська волость (Сумський повіт)
Тимофіївська волость — адміністративно-територіальна одиниця Сумського повіту Харківської губернії Російської імперії з адміністративним центром у селі Тимофіївка.

## Територія та населення
За довідником 1885 року, чисельність населення у межах волосної території становила 2 939 осіб, з них 1 492 особи чоловічої статі та 1 447 — жіночої. У складі волості кількість населення за сімейними списками становила 2 541 особу, з них чоловіків — 1 250, жінок — 1 291. Кількість чоловіків за ревізією становила 1 038 осіб.
Загальна чисельність земель у межах волосної території становила 10 581 десятину (далі — дес.), з них 4 236 дес. — рілля. Селянським товариствам належало 2 994 дес. земель, з них 2 180 десятин — рілля. Приватні особи володіли 7 448 дес. землі, серед яких було 2 007 дес. ріллі. У державній власности перебувало 72 дес., решта земель — 67 дес., з них 49 дес. ріллі.

## Адміністративний устрій
Волость входила до 1 стану Сумського повіту. За довідником 1885 року, до складу волості входили 7 сільських громад, які включали 9 поселень. Загальна кількість дворів — 547. Кількість селянських товариств — 7.